# Kurt Weill
Kurt Julian Weill (ur. 2 marca 1900 w Dessau, zm. 3 kwietnia 1950 w Nowym Jorku) – niemiecki kompozytor, od 1935 mieszkający w Stanach Zjednoczonych. Jego najsłynniejsze dzieło to musical Opera za trzy grosze (1928), do którego libretto napisał Bertolt Brecht.

## Życiorys
Był synem kantora synagogi w Dessau, Alberta Weilla i jego żony Emmy Ackermann. Zainteresowanie kompozycją zdradzał już jako nastolatek. W wieku 18 lat wstępuje do Musikhochschule w Berlinie, gdzie kształci się pod okiem Engelberta Humperdincka, Ferruccia Busoniego, Philippa Jarnacha. Weill był ulubieńcem Busoniego i aż do śmierci mistrza w 1924 pozostawał pod jego wpływem. Po roku 1924 Weill rozpoczyna swą działalność krytyka. W licznych pismach, wywiadach i artykułach wykłada założenia swej estetyki muzycznej. Krytykuje twórczość Richarda Wagnera i wskazuje operę Doktor Faust Ferruccia Busoniego, która wg niego otwiera nowe perspektywy dla gatunku operowego. Pierwsze dzieła sceniczne Weilla to Der Protagonist (Protagonista, 1926), Royal Palace (1927), Der Zar lasst sich Photographieren (Car się fotografuje, 1928). Te dzieła zalicza się do tzw. gatunku Zeitoper. Przełomowy staje się rok 1928, gdy swoją premierą miała Opera za trzy grosze.
Weill w swych pismach pisze wtedy o wypracowaniu, wspólnie z Bertoltem Brechtem, nowej definicji opery, która jest bliższa założeniom estetycznym Busoniego. Weill dystansuje się wówczas do modnego ówcześnie stylu Zeitoper.
Po sukcesie Opery za trzy grosze Weill komponuje jeszcze kilka dzieł w podobnej stylistyce: Aufstieg und Fall der Stadt Mahagonny (Rozkwit i upadek miasta Mahagonny, 1930). Punktem wyjścia dla tej opery była wcześniejsza kompozycja Weilla pt. Songspiel Mahagonny, będąca muzyczną ilustracją kilku wierszy Brechta.
Do tekstów Brechta są też kolejne dzieła Weilla: Happy End, opera szkolna Der Jasager (Człowiek, który mówi „tak”), czy Die sieben Todsunden (Siedem grzechów głównych). W roku 1933 wyemigrował do Francji, a w 1935 do USA, gdzie powstały m.in. Johnny Johnson, Street Scene (Scena uliczna), Lost in the Stars (Zagubieni wśród gwiazd). Nadto komponował muzykę filmową, muzykę kameralną, oraz piosenki.

## Charakterystyka dzieł powstałych w Europie
Weill czerpie inspiracje dla swej muzyki z jazzu i muzyki kabaretowej, kawiarnianej. Korzysta z modnych ówcześnie tańców (fokstrot, shimmy, walc boston, tango). Jest to jedynie zewnętrzna powłoka muzyki, którą tak wielu się zachwyca. Muzyka wchodzi u Weilla w zawiłe relacje z tekstem słownym. Do relacji tych zalicza się m.in.: ironia, trawestacja, przerysowanie, maski stylistyczne i inne. Przykładem ironii muzycznej jest słynny fokstrot „Kanonensong” z Opery za trzy grosze, w którym makabrycznym wspomnieniom z wojny towarzyszy wesoła melodia fokstrota. Zabiegi parodii, trawestacji i stosowania masek stylistycznych spotykamy na każdym kroku. W Operze za trzy grosze trawestuje Weill np. formę chorału, arii (Aria Lucy, która jest też przerysowana), formę lamentu, finału operowego. Dialektyczne zestawienie muzyki i tekstu ma kierować uwagę widza ku określonemu problemowi, jaki wyraża song. Założenia te są wynikiem fascynacji Weilla teatrem epickim Brechta.